# Guaíra (Curitiba)
Guaíra (também conhecido como Vila Guaíra) é um bairro da cidade brasileira de Curitiba, Paraná.
Basicamente residencial, possui duas principais vias: a Av. Presidente Kennedy, e a Av. Presidente Wenceslau Brás. O bairro é servido por ônibus que o ligam a diversas regiões, como Boqueirão, Centro, Capão Raso, Portão, Fazendinha.
Muitas ruas do bairro (e do bairro vizinho Água Verde) tem nome de estados brasileiros, como a Rua Santa Catarina e a Rua Minas Gerais.
A principal festa é a de São Cristóvão, em que ocorre um bingo e atividades durante dois dias, sábado e domingo, sempre no dia ou na semana de festa do padroeiro dos motoristas.
Neste bairro, há a Sede Social do Paraná Clube.